# Maxim Babanin
Maxim Ígorevich Babanin –en ruso, Максим Игоревич Бабанин– (Volgogrado, URSS, 7 de octubre de 1988) es un deportista ruso que compite en boxeo.
Ganó una medalla de bronce en el Campeonato Mundial de Boxeo Aficionado de 2019 y una medalla de bronce en el Campeonato Europeo de Boxeo Aficionado de 2017, ambas en el peso superpesado.

## Palmarés internacional
| Campeonato Mundial | Campeonato Mundial    | Campeonato Mundial | Campeonato Mundial |
| Año                | Lugar                 | Medalla            | Categoría          |
| ------------------ | --------------------- | ------------------ | ------------------ |
| 2019               | Ekaterimburgo (Rusia) | Medalla de bronce  | +91 kg             |
| Campeonato Europeo |                       |                    |                    |
| Año                | Lugar                 | Medalla            | Categoría          |
| 2017               | Járkov (Ucrania)      | Medalla de bronce  | +91 kg             |